# Mistlers Abschied
Mistlers Abschied (englischer Originaltitel: Mistler’s Exit) ist ein Roman des amerikanischen Schriftstellers Louis Begley. Er erschien 1998 beim New Yorker Verlag Alfred A. Knopf. Im gleichen Jahr publizierte der Suhrkamp Verlag die deutsche Übersetzung von Christa Krüger. Nach einer Krebsdiagnose reist ein erfolgreicher amerikanischer Geschäftsmann nach Venedig, um Abschied zu nehmen.

## Inhalt

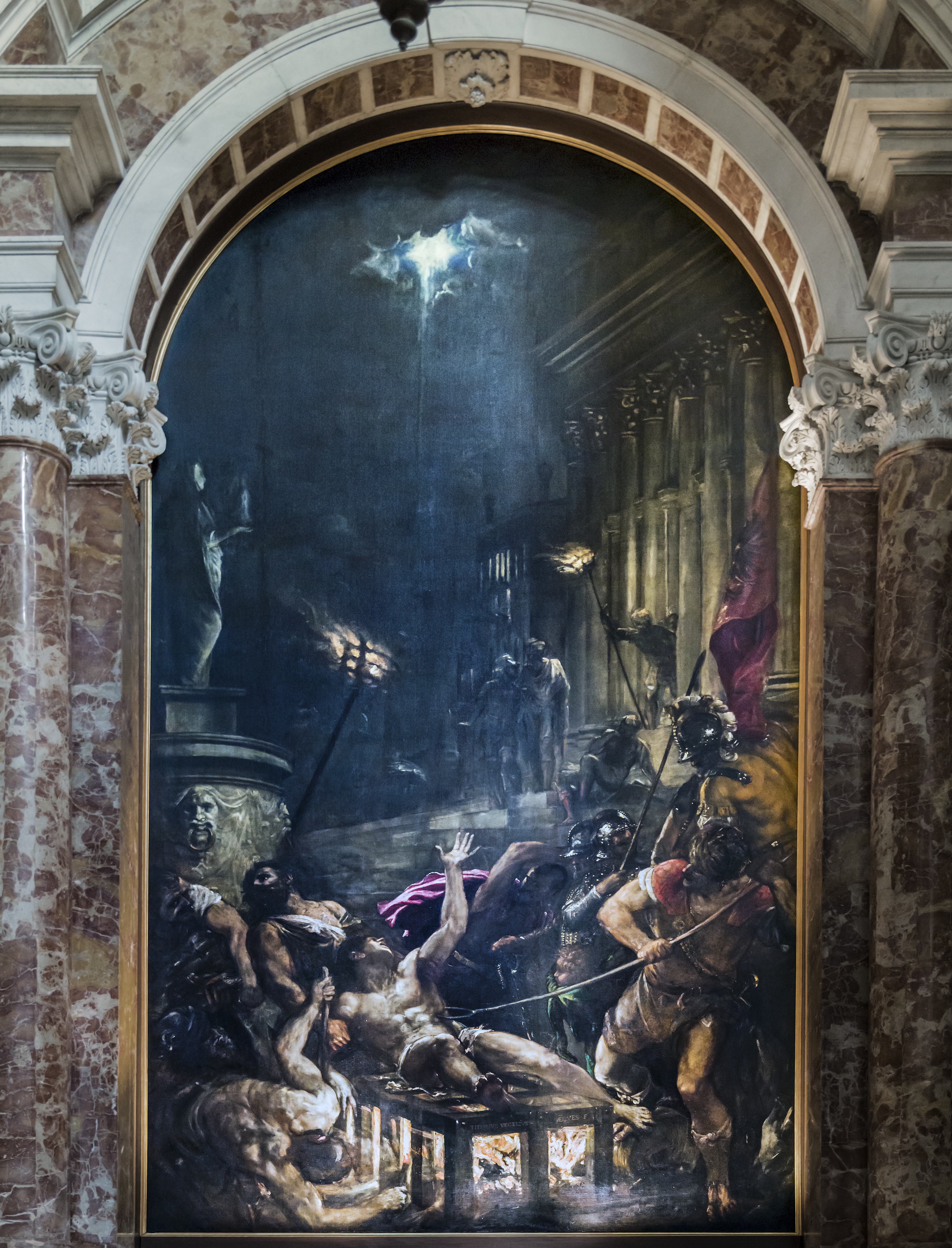
Tizian, um 1550: Martyrium des heiligen Laurentius

Thomas Hooker Mistler III steht mit Anfang 60 auf dem Höhepunkt seiner Karriere. Vor dreißig Jahren hat er Mistler, Berry & Lovett gegründet und, nach dem Ausscheiden seiner Partner, vor allem durch seinen persönlichen Einsatz zu einer der erfolgreichsten New Yorker Werbeagenturen gemacht. Der Branchenprimus Omnium unterbreitet ein großzügiges Kaufangebot und will vor allem den Firmengründer selbst und sein so genanntes „Mistler-Element“ erwerben. Da erhält dieser die Diagnose Leberkrebs in unheilbarem Stadium. Seine Lebenserwartung beträgt höchstens noch ein halbes Jahr. Mistler, der sich stets für einen glücklichen Menschen gehalten hat, ist überrascht davon, dass die Diagnose in ihm nur ein Gefühl von Erleichterung und Befreiung hervorruft. Er weiht weder seine Familie noch seine Geschäftspartner in die Krankheit ein und unternimmt einen Kurztrip nach Venedig, den er als Geschäftsreise ausgibt.
In der geliebten Lagunenstadt findet Mistler nicht die erhoffte Ruhe. Stattdessen erwartet ihn bereits im Hotel Lina Verano, die Geliebte eines Geschäftspartners, die sich von Mistlers Werbeagentur Aufträge als Fotografin erhofft. Obwohl er die junge Frau nicht besonders anziehend findet, schläft er mit ihr. In der Kirche I Gesuiti entlädt sich seine, für Lina unerklärlich depressive Stimmung bei der Betrachtung des Martyrium des heiligen Laurentius von Tizian. Mistler identifiziert sich selbst mit Laurentius, der zum größeren Ruhm Gottes gemartert worden sei. Er sieht Krankheit als Vorverurteilung vor dem jüngsten Gericht und Menschen als Schauspieler ohne freien Willen in einem deterministischen Stück. Durch seine blasphemischen Reden verstört verlässt die gläubige Lina Mistler. In einem Abschiedsbrief bezweifelt sie seine Zuneigung zu Frauen und sein Interesse an Sex.
Auch ohne Lina bleibt Mistlers Aufenthalt überschattet von Träumen und Erinnerungen an sein vergangenes Leben. Er erinnert sich an die zerrüttete Ehe seiner Eltern, die sein Vater zum Schein aufrechterhielt, während er sich heimlich mit einer vom Sohn bewunderten Geliebten traf. Nie wollte Mistler so leben, doch seine eigene Ehe mit Clara war von Beginn an distanziert und ohne jede Leidenschaft. Nach einem ersten, lauwarm aufgenommenen Roman, gab Mistler früh seine literarischen Ambitionen auf. Die Verachtung des Vaters für die Werbebranche trieb seinen Sohn erst in diesen Beruf, und mit seinem Unternehmen meinte er die unverschuldete Pleite seines Vaters als Bankier wiedergutmachen zu müssen. Seinen Kommilitonen und Mitbegründer Peter Berry warf er aus der Firma, nachdem dieser mit Clara fremdgegangen war. Mistler hingegen hatte eine Affäre mit der Cousine von Peters Frau. In einem Brief an seinen Sohn Sam eröffnet er diesem seine Krankheit, räumt seine Fehler ein und hofft auf ein klärendes Gespräch zwischen Vater und Sohn.
Unvermutet trifft er in Venedig auf den homosexuellen Schriftsteller Barney Fine. Der ehemalige Kommilitone hat nichts von der distinguierten Förmlichkeit Mistlers, doch folgt er jener literarischen Berufung, die Mistler so früh aufgegeben hat, und wird dafür von diesem bewundert und unterstützt. Barney ist auch der erste, dem Mistler seine tödliche Krankheit offenbart. In seiner Freundin Bunny Cutler erkennt Mistler seine Jugendliebe Bella wieder, die ihn zurückgewiesen hat, weil er ihr zu ernsthaft war. Nun, nach mehr als einem halben Leben, kommt es endlich zu Intimitäten zwischen den beiden. Er schenkt ihr einen kostbaren Kandelaber, sie ihm eine Haarsträhne, und sie verabreden seine Wiederkehr zum Ende des Sommers, auch wenn er dann bereits schwerkrank sei. Vor seiner Abreise kauft der ehemalige Ruderer Mistler ein schwarz lackiertes Ruderboot, um damit von Venedig aus ins offene Meer hinauszurudern.

## Interpretation
Von vielen Rezensenten wurde der Bezug von Mistlers Abschied zu Thomas Manns Novelle Der Tod in Venedig hervorgehoben. So titelte Jack Miles in der New York Times „Death in Venice“ und Susanne Beyer im Spiegel „Halbtot in Venedig“. Begley bekannte selbst, beim Schreiben des Romans natürlich an seinen großen Vorgänger gedacht und Thomas Mistler an Gustav von Aschenbach ausgerichtet zu haben: „Auf seine Weise arbeitete er an einem Illusionismus eigener Machart genauso hart wie Aschenbach und hielt sich ebenso wie dieser an eine Form apollinischer Disziplin, die geeignet war, ihm auf seinem Arbeitsgebiet glänzenden Erfolg zu verschaffen.“ In den Anspielungen auf den Tod in Venedig sieht Christa Krüger eine „Selbstironie, die dem Verfahren Manns ähnlich ist.“ Ulrich Greiner bewertet das mutwillige Heraufbeschwörung Thomas Manns und Trauer tragender Gondeln als souverän und risikofreudig. Für Thomas E. Schmidt müsste jedenfalls „das erinnerungsverkitschte Venedig längst zu einem literarischen Sperrgebiet erklärt werden, gäbe es nicht Autoren wie Louis Begley, die es zum Ort ironischer, wenn auch trauriger Camouflagen machten.“
Mistlers Abschied verweist auch auf Begleys frühere Werke, in denen Schmidt eine „Poetik der Alterung“ erkennt. Die späte, laut Schmidt zu späte, Begegnung Mistlers mit seiner Collegeliebe könnte unter dem Titel des Romans Der Mann, der zu spät kam stehen. Anders jedoch, als dessen Protagonist Ben glaubte, helfen Mistlers Privilegien ihm nicht dabei, ein glückliches Leben zu führen, sondern stehen diesem eher im Wege. Christa Krüger fühlt sich an Schmidt erinnert, den pensionierten Rechtsanwalt, der wie Mistler eine Affäre mit einer jungen Frau hat, die ihm jedoch weitaus willkommener ist. Schmidt und Mistler gehören der Oberschicht an, glauben beide auf ein glückliches Leben zurückblicken zu können, sind Männer von starker Disziplin und leiden unter der Entfremdung von ihren Kindern. Im Unterschied zu Schmidt, dessen Leben nach einem schweren Unfall eine unerwartet glückliche Wendung nimmt, ist Mistlers Tod vorgezeichnet, weswegen Krüger Mistlers Abschied auch als „düsteres Gegenbild“ zu Schmidt bezeichnet. Während Schmidt, Ben und Max (in Wie Max es sah) laut Ulrich Greiner erst spät oder nie begreifen, dass sie Arschlöcher seien, wird Mistler mehrfach ins Gesicht gesagt: „Du bist und bleibst ein Arsch!“ Eine Einschätzung, der sich Kurt Scheel anschließen mag.
Für Christa Krüger zeigt Mistlers Abschied den Preis, den Macht kostet, und die Schädigungen, die sie im Leben der Mächtigen hervorruft. Mistler muss zwanghaft Macht ausüben, mit der er andere ebenso wie sich selbst herabsetzt und demütigt. Glück kann er sich nur an der Seite einer Frau vorstellen, doch für seine eigene Frau hat er weder Liebe noch Achtung empfunden und in seinem Affären ging es hauptsächlich darum, andere oder sich selbst zu erniedrigen. Auch seine Arbeit, so erkennt er am Ende, ist „nur eine andere Form von Leere […], eine strukturierte Form von Leere“. Diese Leere ist laut Heller McAlpin beängstigender als der Tod. Für Ulrich Greiner ist das Thema aller Romane Begleys das „verfehlte Leben“, in dem ein äußeres Gesetz dem inneren Gesetz im Wege steht und zu einer entfremdeten Lebensweise zwingt. In Lügen in Zeiten des Krieges waren dies die Nürnberger Rassengesetze, in Mistlers Abschied das Gesetz des Erfolges. Kurt Scheel beschreibt Mistlers Abschied deswegen als eine „cautionary tale“, ein abschreckendes Beispiel der Möglichkeit des eigenen Lebens, Susanne Beyer als leidenschaftlichen Appell, „alles zu verraten – nur nicht das Leben selbst.“ In der geplanten Todesfahrt Mistlers, mit der dieser „habituelle Stoiker“ noch über seinen Tod verfügen will, steht für Thomas E. Schmidt am Ende dann doch „eine kleine illusionserhaltende Lüge, im Kahn wird der Abschied zum mythischen Symbol.“

## Rezeption
Für Thomas E. Schmidt ist Mistlers Abschied „Louis Begleys bester Roman“, der „das Wissen eines ‚Handorakels‘ der heutigen USA mit der zergliedernden Psychologie der europäischen Erzähltradition“ verknüpfe. Auch Ulrich Greiner liest „einen ergreifenden, meisterhaften Roman“, der „leichtfüßig bis zum scheinbar Banalen die tiefsten Dinge berührt“, kurz: „ein bedeutendes Werk“. Kurt Scheel nennt es ein „Meisterwerk“ und „große Literatur“. Für Susanne Beyer ist es „ein typischer Begley: abgründig-elegante Gentleman-Prosa, anrührend bis zur letzten Seite.“ Heller McAlpin liest ein erstaunlich ernüchterndes Porträt einer tiefen Einsamkeit. Laut Jack Miles bringt der Roman Begleys beachtenswertes Werk auf einen neuen Gipfel der Dunkelheit.
Im Jahr 2005 produzierte der NDR eine Hörspielumsetzung von Irene Schuck. Die Rollen sprachen unter anderem Christoph Bantzer, Angelika Thomas, Werner Wölbern, Edda Pastor, Alexander Scala, Anne Weber, Marlen Diekhoff und Friedhelm Ptok.

## Ausgaben
- Louis Begley: Mistler’s Exit. Alfred Knopf, New York 1998, ISBN  0-375-40262-4.
- Louis Begley: Mistlers Abschied. Aus dem Englischen von Christa Krüger. Suhrkamp, Frankfurt am Main 1998, ISBN 3-518-41000-8.